# José Rodrigo Dias Sanches
José Rodrigo Dias Sanches (Lisboa, Santa Maria de Belém, 4 de Junho de 1903 - depois de 1971) foi um diplomata e genealogista português.

## Família
Era filho de Afonso Maria dos Santos Sanches (Lisboa, Lapa, 13 de Fevereiro de 1876 - Amadora, 22 de Fevereiro de 1940), Funcionário Superior da Secretaria da Junta do Crédito Público, e de sua mulher (Santa Maria de Belém, 25 de Janeiro de 1902) Luísa Adelaide Indaleta Dias (Lisboa, São José, 18 de Outubro de 1879 - Lisboa, São Sebastião da Pedreira, 28 de Março de 1955).

## Biografia

### Diplomacia
Cônsul de Portugal em Dakar desde 1951 até 1953 e em Ourense desde 1953 até 1960.
Comandante de Terço da Legião Portuguesa.

### Condecorações
Condecorado pelo Governo Espanhol com as Comendas das Ordens de Afonso X, o Sábio em 1945 e do Mérito Civil de Espanha em 1959. Agraciado com as Medalhas de Ouro de Benemerência da Cruz Vermelha Portuguesa de Primeira Classe; de Prata, Dedicação da Legião Portuguesa; de Prata, do Instituto de Socorros a Náufragos e a Medalha de Ouro de Primeira Classe da Ordem Pontifícia de São João de Latrão.

### Vida Académica
Pertenceu à Real Academia Galega e à Associação dos Arqueólogos Portugueses. Foi autor de Os Sanches de Vila Viçosa, Lisboa, 1970.

## Casamentos
Casou duas vezes, a primeira em Lisboa, Santa Maria de Belém, a 5 de Junho de 1928 com Olímpia Ema de Abreu Nunes de Sousa (Lisboa, Santa Isabel, a 31 de Outubro de 1897 - ?), filha de Manuel Adelino Nunes de Sousa e de sua mulher Olímpia do Nascimento de Abreu, sem geração.
Casou em segundas núpicas a 25 de Setembro de 1937 com Maria Fernanda de Seabra Portela Tavares da Silva (Coimbra, 2 de Junho de 1907 - depois de 1971), filha do Professor do Instituto Superior de Agronomia Dr. Domingos Alberto Tavares da Silva, Comendador da Ordem do Mérito Agrícola de França por Decreto de 27 de Maio de 1936, e de sua mulher Palmira Rangel de Seabra Portela, neta paterna do Engenheiro Agrónomo José Maria Tavares da Silva e de sua mulher Etelvina Amélia dos Prazeres e neta materna do Dr. Leonle Ferreira Portela, nascido em Anadia, e de sua mulher Dulce Augusta Rangel de Seabra, sobrinha do 1.º Visconde de Seabra e do 1.º Barão de Mogofores, sem geração.